# علیرضا اشراقی
علیرضا اشراقی روزنامه‌نگار و عضو هیئت تحریریه روزنامه اصلاح طلب توقیف شده حیات نو به مدیر مسئولی هادی خامنه‌ای بود.

## تحصیلات و فعالیت‌های
اشراقی دارای مدرک کارشناسی در علوم سیاسی و معارف اسلامی می‌باشد. او به عنوان سردبیر و روزنامه‌نگار در روزنامه‌هایی مانند حیات نو، همشهری شرق فعالیت داشته است.
او در زمان سردبیری روزنامه حیات نو به دلیل چاپ کاریکاتوری از یک کاریکاتوریست آمریکایی (مربوط به هفتاد سال پیش) که دادگاه ویژه روحانیت آنرا شبیه به روح‌الله خمینی تشخیص داده بود طی یک جنجال سیاسی تبلیغی از سوی رسانه‌های نزدیک به جناح محافظه کار ایران بازداشت شد و ۵۳ روز در زندان انفرادی ۲۰۹ زندان اوین بسر برد.
اشراقی همچنین پس از حوادث انتخابات ۱۳۸۸ نیز بازداشت و به پنج سال و نیم زندان محکوم شد.
او در حال حاضر به عنوان محقق مدعو در دانشکده روزنامه‌نگاری و همچنین مؤسسه مطالعات بین‌الملل در دانشگاه برکلی در کالیفرنیا حضور دارد.